# Карабанов, Александр Николаевич
Александр Николаевич Карабанов (1871—1949) — русский офицер, герой Первой мировой войны. Участник Белого движения, начальник Офицерской артиллерийской школы, генерал-майор.

## Биография
Православный. Уроженец Смоленской губернии.
Окончил 2-й Московский кадетский корпус (1889) и Александровское военное училище (1891), откуда выпущен был подпоручиком в 3-ю резервную артиллерийскую бригаду. Произведен в поручики 25 июля 1894 года, в штабс-капитаны — 13 июля 1897 года. Участвовал в китайской кампании 1900—1901 годов, за боевые отличия был награждён двумя орденами. 28 февраля 1901 года зачислен в запас полевой пешей артиллерии по Смоленскому уезду. Окончил курс восточных языков. 28 мая 1902 года определен в службу в 3-ю резервную артиллерийскую бригаду.
С началом русско-японской войны, 31 января 1904 года переведен в 1-ю Забайкальскую казачью батарею с переименованием в подъесаулы. Был ранен и контужен, награждён несколькими орденами и золотым оружием «за храбрость». Произведен в есаулы «за отличия в делах против японцев» (производство утверждено Высочайшим приказом от 30 января 1906 года). Окончил Офицерскую артиллерийскую школу «успешно». На 1 января 1910 года — есаул Забайкальского казачьего артиллерийского дивизиона. Позднее переведен в 3-й Туркестанский стрелковый артиллерийский дивизион.
12 апреля 1911 года произведен в подполковники в сравнение с сверстниками, с назначением командиром 3-й батареи 2-го Туркестанского стрелкового артиллерийского дивизиона, с которым и вступил в Первую мировую войну. Удостоен ордена Св. Георгия 4-й степени
За то, что 29 октября 1914 года, будучи придан с своей батареей к отряду, на который была возложена задача, переправившись через р. Сольдау атаковать город Сольдау — он, с открытием противником огня из 3-х батарей, в том числе одной тяжелой, находясь с меньшим числом горных орудий под сильным огнем неприятеля, искусным своим действием отвлек на себя огонь артиллерии противника и тем не позволил ей действовать против нашей пехоты, обеспечив ей исполнение возложенной на нее задачи.
Произведен в полковники 1 мая 1915 года «за отличия в делах против неприятеля». 24 мая 1916 года назначен командиром 2-го Туркестанского стрелкового артиллерийского дивизиона, а 7 февраля 1917 года — командиром 2-го отдельного тяжелого артиллерийского дивизиона батарей «Г».
В Гражданскую войну участвовал в Белом движении на Юге России. В Добровольческой армии — командир 2-й батареи 1-го конно-горного артиллерийского дивизиона. С 18 декабря 1918 года произведен в генерал-майоры, с 12 января 1919 года назначен руководителем Учебно-подготовительной артиллерийской школы. Во ВСЮР и Русской армии — до эвакуации Крыма. Галлиполиец.
В эмиграции в Болгарии, в 1925—1931 годах был начальником Офицерской артиллерийской школы, состоял членом Общества офицеров-артиллеристов. Скончался в Русском инвалидном доме в Княжево (пригород Софии). Похоронен на местном кладбище.

## Награды
- Орден Святого Станислава 3-й ст. с мечами и бантом (ВП 14.06.1902)
- Орден Святой Анны 3-й ст. с мечам и бантом (ВП 26.02.1903)
- Орден Святого Станислава 2-й ст. с мечами (ВП 5.06.1905)
- Орден Святой Анны 2-й ст. с мечами (ВП 21.09.1905)
- Орден Святого Владимира 4-й ст. с мечами и бантом (ВП 25.10.1906)
- Золотое оружие «За храбрость» (ВП 14.07.1908)
- Орден Святого Владимира 3-й ст. с мечами (ВП 3.06.1915)
- Орден Святого Георгия 4-й ст. (ВП 26.09.1916)
- Высочайшее благоволение «за отличия в делах против неприятеля» (ВП 29.01.1917)
- старшинство в чине полковника с 28 сентября 1913 года (ПАФ 4.03.1917)